# 1924 في فلسطين الانتدابية
فيما يلي قائمة بالأحداث التي وقعت خلال عام 1924 في الانتداب البريطاني على فلسطين.

## أصحاب مناصب
- المفوض السامي- السير هربرت لويس صموئيل.
- أمير شرق الأردن- عبد الله بن الحسين.
- رئيس وزراء شرق الأردن - حسن خالد أبو الهدى حتى 3 آذار/مارس. ثم خلفه علي رضا باشا الركابي.

## الأحداث
- 24 أبريل- تأسيس فريق كرة القدم " هبوعيل حيفا " ليكون أول فريق كرة قدم ينتسب إلى اتحاد هبوعيل " الرياضي.
- 30 حزيران/ يونيو، اغتيل يعقوب إسرائيل دي هان في القدس على يد الهاغاناه
- 17 أكتوبر- تأسست حركة هانوار هوفيد ("الشباب العامل") على يد شباب يهود فلسطينيين يعملون للدفاع عن حقوقهم. تغير اسم الحركة في عام 1959 إلى "هنور هعوفيد فيهلوميد" ("الشباب العامل والدراسة").
- 13 كانون الأول - تأسيس هرتسليا، في البداية كمجتمع زراعي شبه تعاوني (موشافا)، بالقرب من ساحل البحر الأبيض المتوسط المركزي للبلاد.

### تواريخ غير معروفة
- إصدار أمر المسؤولية الجماعية والذي يعطي صلاحيات العقاب الجماعي في المناطق الريفية. قدم لمكافحة الخلاف بين المجتمعات. وشملت الصلاحيات تطبيق الغرامات وهدم المنازل. [1]
- تأسيس موشاف مجديل، إحدى المجتمعات الأصلية الأربع للزراعة اليهودية التي اندمجت عام 1964 لتكوين هود هشارون.
- تأسيس مستوطنة بني براك الزراعية من قبل الحاخام إسحاق غيرستنكورن ومجموعة من المطاردين البولنديين.

## أبرز المواليد
- 11 كانون الثاني (يناير)- يهودا بيراه، سياسي إسرائيلي (توفي عام 1998).
- 24 كانون الثاني (يناير)- الحاخام حاييم دافيد هاليفي، الحاخام الأكبر لتل أبيب (توفي عام 1998).
- 20 فبراير - موشيه ويرتمان، سياسي إسرائيلي (توفي عام 2011)
- 24 فبراير - تيد أريسون، رجل أعمال أمريكي إسرائيلي (توفي عام 1999).
- 29 آذار/مارس- أمنون لين، سياسي إسرائيلي (توفي عام 2016).
- 15 يونيو- عيزر وايزمان، قائد سلاح الجو الإسرائيلي والرئيس السابع لإسرائيل (توفي عام 2005).
- 24 حزيران/يونيو- ديفيد روبينغر، مصور إسرائيلي (توفي عام 2017) [2]
- 30 حزيران- عاموس حوريف، جنرال إسرائيلي ورئيس التخنيون - معهد إسرائيل للتكنولوجيا.
- 31 يوليو - بن تسيون أبا شاؤول، حاخام سفاردي إسرائيلي، عالم توراة، وروش يشيفا (توفي عام 1998).
- 31 تموز / يوليو - الفنان الإسرائيلي إبراهيم ياكين (توفي عام 2020)
- 21 آب / أغسطس- بيسا جروبر، سياسي إسرائيلي (توفي عام 2013).
- 13 سبتمبر - إسرائيل طال ، جنرال إسرائيلي (توفي عام 2010).
- 15 أيلول/سبتمبر - مردخاي تسيبوري، ضابط وسياسي في الجيش الإسرائيلي (توفي عام 2017).
- 25 تشرين الثاني (نوفمبر)- زونديل كرويزر، حاخام إسرائيلي (2014).
- 30 تشرين الثاني (نوفمبر)- بنينا بور، مسؤول بناي بريث الإسرائيلي، رئيس بناي بريث في إسرائيل ونائب الرئيس والمشرف على منظمة بناي بريث العالمية (توفي عام 2009).
- 17 ديسمبر - يوهاي بن نون، القائد السادس للبحرية الإسرائيلية (توفي 1994).
- 25 ديسمبر - يوسف عوني، مقاتل من منظمة إرجون
- التاريخ الكامل غير معروف
  - سيمان-طوف غانيه، بطل الحرب الإسرائيلي، الحائز على وسام بطل إسرائيل (توفي عام 1968).
  - شموئيل بن درور، لاعب كرة قدم إسرائيلي (توفي عام 2009).
  - عوزي فينرمان، سياسي إسرائيلي (توفي عام 1975).
  - يهوشوا بن تسيون، مصرفي إسرائيلي (توفي 2004).
  - راكيلا بريويس، ممرضة إسرائيلية (توفيت عام 1985).